# Geosciurus inauris
Geosciurus inauris — вид вивіркових гризунів, що зустрічається в більшості посушливіших частин південної Африки від Південної Африки до Ботсвани та Намібії, включаючи національний парк Етоша.

## Опис
Geosciurus inauris має чорну шкіру з шерстю з коротких жорстких волосків без підшерстя. На спині шерсть кольору кориці, а обличчя, низ живота, боки шиї та черевні сторони кінцівок білі. З боків його тіла є біла смуга, яка тягнеться від плечей до стегон. Очі досить великі, навколо них є білі лінії. Хвіст сплощений на спині та знизу, вкритий білим волоссям і двома чорними смугами біля основи. Статевий диморфізм незначний. Самці зазвичай важать 423–649 грамів, що на 8–12 відсотків більше, ніж самиці (444–600 грамів). Самці капського ховраха мають загальну довжину 424–476 міліметрів, а самиці – 435–446 міліметрів. Зубна формула: 1.1.0.0 / 1.1.3.3.

## Розповсюдження
Geosciurus inauris поширений на півдні Африки: Ботсвана, ПАР, Лесото та Намібія. Його ареал охоплює більшу частину Намібії, але відсутній у прибережних регіонах і на північному заході. Ці гризуни мешкають у центральній і південно-західній частині Калахарі в Ботсвані. У Південній Африці його можна знайти в центральних і північно-центральних районах.

## Поведінка й екологія
Geosciurus inauris живуть переважно в посушливих або напівпосушливих районах. Вони вважають за краще жити на травах і луках з твердим грунтом. Їх також можна знайти в чагарниках уздовж полів, на заплавах і в сільськогосподарських районах. Geosciurus inauris зазвичай активні вдень і не впадають у сплячку. Це рийні тварини, які риють і живуть у скупченнях нір площею близько 700 квадратних метрів з 2–100 входами. Нори служать для захисту від екстремальних температур на поверхні, а також від хижаків. Тим не менш, більшу частину дня вони харчуються на поверхні. Geosciurus inauris затінюють голову і спину своїм пухнастим хвостом. У літні місяці Geosciurus inauris, як правило, залишають нори раніше вранці, щоб уникнути спеки, а в зимові місяці температура їхнього внутрішнього тіла швидко підвищується після виходу з нір.
Geosciurus inauris їдять цибулини, фрукти, трав'янисті рослини, комах і чагарники. Вони щодня добувають їжу і не накопичують її. Тваринці зазвичай не потрібно пити, оскільки отримує достатньо вологи з їжі. Щоденна діяльність гризуна складається з приблизно 70% годування, 15-20% пильності та близько 10% спілкування.
Нори Geosciurus inauris також використовуються сурикатами та жовтими мангустами. Хижаками ховрахів є шакали, змії та варани.